# Alexandru Țățulescu
Alexandru Țățulescu (în rusă Александр Александрович Цэцулеску; n. 7 ianuarie 1916, București, România – d. 12 februarie 2011, Mîtișci, Moscova, Rusia) a fost un medic român, sovietic moldovean și rus, participant la Al Doilea Război Mondial și fost deținut în gulag.

## Tinerețea și educația
S-a născut la 7 ianuarie 1916 în București. Tatăl său era un țăran liber originar dintr-un sat de dogari din Oltenia, iar mama provenea dintr-o familie de comercianți din București.
Între 1922 și 1933 a studiat la internatul Școlii Evanghelice a comunității luterane din București, unde a luat bacalaureat. În 1941 a absolvit Facultatea de Medicină din București, obținând titlul de doctor în medicină cu specializarea în chirurgie. În paralel cu studiile, a lucrat într-o clinică de urologie și în mai multe spitale din capitală.
După terminarea studiilor, a fost încorporat în armată, despărțindu-se de soție și de fiul lor de un an și jumătate pentru a pleca pe front.

## Serviciul militar și arestarea
A activat ca medic militar în cadrul celui de-al 22-lea spital de campanie, atașat Companiei a 6-a sanitare a Armatei a 4-a a Forțelor Terestre Române, care luptau împotriva URSS. În septembrie 1944, după semnarea armistițiului dintre România și Aliați, Armata a 4-a a fost redesfășurată în Ungaria și a luptat împotriva Wehrmacht-ului, în cadrul Frontului al 2-lea Ucrainean, ajungând până la Miskolc.
După retragerea în Sibiu, Țățulescu, având gradul de medic în rezervă (echivalent cu sublocotenent), a fost numit medic personal al comandantului Armatei a 4-a, generalul Gheorghe Avramescu. Relația profesională a fost intermediată de fiica generalului, Felicia Avramescu, cu care Țățulescu era prieten dinainte de război.
La 3 martie 1945, regele Mihai I l-a convocat prin scrisoare pe generalul Avramescu la București, intenționând să-i încredințeze formarea unui nou guvern — o mișcare care contravenea intereselor conducerii sovietice. La 6 martie, convoiul generalului, format din patru automobile și însoțit de 17 persoane, a fost reținut de autoritățile sovietice într-un conac din Ungaria.
După trei zile, Alexandru Țățulescu a fost dezbrăcat complet, tuns, îmbrăcat cu lenjerie purtată și o uniformă veche de soldat sovietic. A fost închis într-o pivniță alături de alți soldați români considerați dezertori. La arestare, i-au fost confiscate verigheta, un medalion, ceasul de mână și 17.000 de lei — obiecte care nu i-au fost niciodată returnate.
După două săptămâni petrecute pe podeaua de paie, hrănit cu supă chioară și obligat să-și satisfacă nevoile fiziologice într-un vas comun, Țățulescu a fost transportat cu avionul la Moscova. Îmbrăcat într-o mantă și cizme care îi aparținuseră generalului Avramescu, a fost încarcerat în închisoarea Lubianka, unde a stat două săptămâni în izolare, într-o celulă fără ferestre. A fost interogat personal de Viktor Abakumov, șeful contrainformațiilor militare sovietice SMERȘ.
Între martie 1945 și octombrie 1946 a fost deținut la Lefortovo, apoi transferat la Butîrka, unde a îndurat condiții grele de detenție.

## Detenția în lagărele sovietice
La 30 noiembrie 1946, printr-o decizie a Colegiului Special al MGB (Ministerul Securității de Stat al URSS), Alexandru Țățulescu a fost condamnat la opt ani de muncă silnică în lagăr, în temeiul punctelor 2 („răscoală armată”), 11 („activitate organizatorică”) și 12 („neinformare”) ale articolului 58 din Codul penal sovietic. A început executarea pedepsei în iulie 1946, întrucât perioada anterioară, din martie 1945, nu a fost recunoscută ca detenție, fiind considerat inițial prizonier de război.
În ianuarie–februarie 1947, a fost transportat cu un vagon tip „Stolîpin”, în care se aflau câte 20 de persoane pe compartiment, de la Gara Kursk din Moscova către nord, în direcția Uhta. Hrana, compusă din bucățele de hering, pâine și o cană de apă fiartă distribuită la intervale neregulate, nu era suficientă, iar la sosirea în localitatea Cibiu, Țățulescu a fost internat din cauza epuizării într-un spital din gulag.
Aici a cunoscut-o pe asistenta medicală Zinaida Jitnik, fostă deținută condamnată în 1936 pentru „agitație contrarevoluționară” (art. 54, punctul 10). După eliberare, ea a lucrat ca angajată civilă în sistemul sanitar al lagărului și l-a îngrijit pe Țățulescu timp de două săptămâni, ceea ce i-a atras o retrogradare din cauza frecvenței întâlnirilor cu pacientul.
În martie 1947, după ce a fost externat și i-au fost verificate cunoștințele medicale, Țățulescu a fost numit șef al secției de ginecologie și al maternității pentru deținute din spitalul central al gulagului Vetlosian, punctul nr. 7 al Uhtižemlag. Personalul medical era constituit în majoritate din deținuți, iar spitalele lagărului erau încadrate cu doctori, asistenți și infirmieri aflați în detenție. A lucrat sub conducerea doctorului Iacov Kaminski, și el deținut, inițial ca medic de gardă, apoi ca șef al barăcii terapeutice nr. 18, considerată una dintre cele mai bine organizate chiar și după standarde civile.
La începutul anului 1948 a fost transferat la punctul de muncă al celei de-a treia mine petroliere din localitatea Nijni Domanik, cunoscută pentru rata ridicată a accidentărilor. A activat în secția de traumatologie, unde a aplicat metoda de tracțiune osoasă învățată în România, concepută de ortopedul austriac Lorenz Böhler. Cu ajutorul uneltelor confecționate după propriile desene în atelierul mecanic al minei, a reușit să salveze viețile multor deținuți.
Țățulescu lucra purtând uniforma militară românească fără însemne și cizme lucioase din piele, rămase de la generalul Avramescu. A cooptat în echipa sa medicală pe Piotr Braiko, fost combatant în Marele Război pentru Apărarea Patriei, decorat cu Ordinul Lenin și titlul de Erou al Uniunii Sovietice, condamnat ulterior pentru „agitație antisovietică” (art. 58, punctul 10). Țățulescu l-a scos pe Braiko de la muncile silvice și l-a ajutat să se recalifice ca stomatolog în lagăr.
Tot la Nijni Domanik, Țățulescu l-a cunoscut pe Șandor Radó, cartograf maghiar care furnizase informații din Statul Major german către sovietici, condamnat ulterior sub suspiciunea de spionaj.
Deși autoritățile Gulagului dispuseseră transferul tuturor deținuților străini în lagăre cu regim sever, conducerea minei a făcut eforturi pentru a-l păstra pe Țățulescu, datorită înaltului său profesionalism, interzicându-i însă corespondența cu familia. Totuși, la începutul anului 1951 a fost transferat într-un lagăr de tranzit din Uhta, unde, din cauza condițiilor insalubre, s-a îmbolnăvit de dizenterie acută și a fost internat.
În memoriile sale, Țățulescu relatează:
„Acolo m-am îmbolnăvit de dizenterie. Aveam temperatură 39–40. M-au dus la spital. În acel timp, au venit 'cumpărătorii de sclavi' să-și aleagă oamenii. Eu cu febră 40, chemat la șeful lagărului, Belaev parcă-l chema: ‘Ce e, doctore, bolnav ești?’ Zic: ‘Sunt aproape inconștient’. Mi-au pus termometru sub ambele axile și în gură – 40 cu zecimi. Zic: ‘Cum să vă dovedesc că sunt bolnav?’ – ‘Dă-ți pantalonii jos și dovedește’. M-au pus să mă scuz pe ziare întinse pe podea. A fost cea mai umilitoare experiență din viața mea ca om și medic. Nu credeau că sunt bolnav. Am defecat sânge pur. Atunci au zis: ‘E bolnav pe bune, poate crapă’. M-au ținut o săptămână până s-a oprit diareea cu sânge și m-au trimis, sub escortă, spre Vorkuta.”
La 21 martie 1951, după vindecare, a fost transportat sub pază armată în lagărul cu regim sever Rechlag, în apropierea Vorkutei, la mina nr. 6 a combinatului „Vorkutugol”, specializată în extracția antracitului. Din martie 1951 până în noiembrie 1952, a fost șeful secției a 4-a a spitalului lagărului Vorkuta, unde a lucrat alături de specialiști de înaltă calificare, care produceau în regim propriu echipamente medicale – de la seringi metalice până la lămpi cu ultraviolete.
În colaborare cu inginerul polonez Henryk Jasiński, a reușit să construiască un aparat de radiografie funcțional, folosind piese fabricate în atelierul lagărului.

## Eliberarea și reabilitarea
La 27 noiembrie 1952, pentru activitatea medicală exemplară, a fost eliberat din detenție cu trei luni înainte de termenul prevăzut (6 martie 1953). A primit 4000 de ruble drept „salariu” și a fost plasat în regim de exil administrativ, cu obligația de a se prezenta de două ori pe lună la comisariatul local, fără dreptul de a părăsi orașul Vorkuta — absența era pedepsită cu 20 de ani de muncă silnică. A lucrat ca medic radiolog la policlinica din raionul de nord al Vorkutei. În februarie 1953 a fost transferat pentru continuarea exilului la Uhta, unde a lucrat tot ca radiolog, într-un spital civil.
Aici s-a reîntâlnit cu Zinaida Jitnik; pe 30 august 1954 li s-a născut o fiică, Marlen, iar în septembrie cei doi s-au căsătorit. În 1955 a primit pașaport sovietic, cu mențiunea naționalității „moldovean”, devenind astfel din subiect român cetățean sovietic. La 8 septembrie 1956 a fost eliberat din exil, iar în același an a primit un certificat de anulare a sentinței din partea Colegiului Militar al Curții Supreme a URSS. A fost reabilitat în 1960, printr-o decizie definitivă a aceleiași instanțe.

## Cariera medicală
S-a înscris la Biblioteca Centrală din Uhta, care avea abonamente la publicații medicale internaționale, și primea lunar reviste de specialitate în franceză, germană, spaniolă și engleză, menținându-se astfel la curent cu ultimele descoperiri din domeniul radiologiei. Deși nu avea certificat sovietic de medic, a reușit să obțină din București diploma de doctor în medicină și chirurgie emisă în 1941.
În 1960 a plecat la Leningrad pentru perfecționare profesională. La o oprire în Moscova a reușit să obțină o audiență la rectorul Institutului Central pentru Perfecționarea Medicilor, Vera Lebedeva, care l-a ajutat să fie admis la catedra de radiologie condusă de profesorul Samuil Reinberg, laureat al Premiului Lenin. Sub îndrumarea acestuia, în 1960 a susținut teza de candidat în științe medicale cu titlul Experiența aplicării pneumoperitoneului și tomografiei în diagnosticul radiologic al afecțiunilor ginecologice, la Institutul de Radiologie din Moscova. În același an a vizitat pentru prima dată România după război, dar nu a mai revenit ulterior din cauza vârstei înaintate.
„Era o excursie: la Mamaia, la Brașov la Sibiu. Nu, nu puteam rămâne, fiindcă fusesem făcut cetățean sovietic, moldovean, intenționat ca să nu pot să rămân în țară. Ar fi fost o insultă la adresa Uniunii Sovietice.”—Alexandru Țățulescu
În 1962 a fost ales prin concurs șef al catedrei de radiologie a Institutului Medical din Kalinin, iar în 1963 s-a mutat cu familia la Chișinău. Aici a devenit cercetător științific principal la Institutul Oncologic din RSS Moldovenească și membru al consiliului științific al Ministerului Sănătății, al Institutului Medical de Stat și al Institutului Oncologic. A mai lucrat ca profesor și cercetător la Universitatea de Stat de Medicină și Farmacie din Chișinău. În 1965 a fost numit radiolog-șef al Ministerului Sănătății al RSSM și președinte al comisiei de atestare a medicilor radiologi. În 1966 s-a pensionat medical, cu grupa I de invaliditate.
A publicat în principalele reviste sovietice de radiologie, ginecologie și obstetrică, a participat la congresele unionale din 1959–1961, a fost delegat la congresele din 1964 (Tașkent) și 1970 (Tbilisi), iar în perioada 1964–1970 a fost membru al conducerii Societății Științifice Unionale de Radiologie. A coordonat opt teze de doctorat în radiologie susținute la Chișinău și Moscova. În 1966 a primit diploma de cercetător științific superior, iar în 1967 a fost decorat cu insigna „Excelență în Sănătate” de către Ministerul Sănătății al URSS. Trei dintre lucrările sale științifice au fost incluse în Mica Enciclopedie Sovietică.

## Viața ulterioară
În 1971 a divorțat de Zinaida Jitnik și s-a căsătorit cu Valentina Mitiuhina, medic cardiolog, care avea două fiice dintr-o căsnicie anterioară. Nu au avut copii împreună. În același an s-au mutat la Mîtișci, lângă Moscova, unde a devenit șef al cabinetului de radiologie din sanatoriul „Podlipki”.
A fost o personalitate erudită, cu vaste preocupări culturale; printre prietenii săi s-au numărat compozitorul Eugen Doga, disidentul Alexandru Șoltoianu, scriitorul Ion Druță și diplomați ai Ambasadei României la Moscova. A fost activ în organizația Memorial și a fost ales în conducerea Societății Veteranilor Muncii și Războiului – Victime ale Reprimărilor Politice din Mîtișci.
În 2008, cu sprijinul Ambasadei României, a fost avansat la gradul de colonel în rezervă și a devenit membru al Asociației Naționale a Veteranilor de Război din România, primind și o pensie de veteran din partea statului român. Ca cetățean rus, a obținut acces la dosarul său personal, unde figura că generalul Gheorghe Avramescu ar fi murit la 2 martie 1945 din cauza unui bombardament german, iar soția sa, Felicia, s-ar fi sinucis pe 6 martie 1945. Există însă ipoteze privind implicarea NKVD în moartea generalului, în contextul extinderii controlului sovietic asupra României. Jurnalistul Laurențiu Sfinteș, care l-a cunoscut pe Țățulescu în ultimii săi ani de viață, a scris că acesta prindea prin satelit câteva canale TV românești, la care se uita des.

## Moartea și înmormântarea
Alexandru Țățulescu a decedat la 12 februarie 2011, la Mîtișci, la vârsta de 95 de ani. Urna cu cenușa sa a fost depusă cu onoruri militare în Cimitirul Militar Ghencea din București, cu sprijinul Ambasadei României din Moscova și al guvernului român. 
În memoria sa, Societatea Medicilor Imagiști din Republica Moldova a ținut un minut de reculegere, la aflarea veștii despre decesul său.

## Distincții
Pe 16 septembrie 2008, prin decretul președintelui României Traian Băsescu, i-a fost conferit Ordinul Național „Serviciul Credincios” în grad de cavaler cu cruce mare, „în semn de înaltă recunoștință pentru moralitatea exemplară și patriotismul demonstrat în timpul serviciului militar în Armata Română în al Doilea Război Mondial, pentru devotamentul și atașamentul față de cultura și istoria României”. Cu această ocazie i-a fost confecționată o uniformă militară românească specială. Ordinul i-a fost înmânat de ambasadorul României în Rusia, Constantin Mihail Grigorie.